# 小行星3787
小行星3787（3787 Aivazovskij）是一颗绕太阳运转的小行星，为主小行星带小行星。该小行星于1977年9月11日发现。

## 轨道参数
小行星3787的轨道半长轴为2.8495549 UA，离心率为0.135。